# أثينا (فيرمونت)
أثينا (بالإنجليزية: Athens, Vermont) هي بلدة تقع بولاية فيرمونت في الولايات المتحدة. تبلغ مساحتها 33.9 (كم²)، وترتفع عن سطح البحر 399 م، بلغ عدد سكانها 340 نسمة في عام 2000 حسب إحصاء مكتب تعداد الولايات المتحدة وتصل الكثافة السكانية فيها 10.1 نسمة/كم2. ووصل عدد السكان إلى 442 نسمة في عام 2010.

## أعلام
- هنري إل. بولز
- إلمر داروين بال

## وصلات خارجية
- The US50 - Cities and Towns in Vermont State
- Vermont Cities and Towns, Facts, Map, Flag, Colleges, Government, and More